# Фальс (Граубюнден)
Фальс (нім. Vals GR) — громада  в Швейцарії в кантоні Граубюнден, регіон Сурсельва.

## Географія
Громада розташована на відстані близько 140 км на схід від Берна, 38 км на південний захід від Кура.
Фальс має площу 175,6 км², з яких на 0,6% дозволяється будівництво (житлове та будівництво доріг), 32,2% використовуються в сільськогосподарських цілях, 12,2% зайнято лісами, 55% не є продуктивними (річки, льодовики або гори).

## Демографія
2019 року в громаді мешкало 979 осіб (-8,2% порівняно з 2010 роком), іноземців було 20%. Густота населення становила 6 осіб/км².
За віковим діапазоном населення розподілялося таким чином: 14,7% — особи молодші 20 років, 62,1% — особи у віці 20—64 років, 23,2% — особи у віці 65 років та старші. Було 476 помешкань (у середньому 2,1 особи в помешканні).
Із загальної кількості 686 працюючих 73 було зайнятих в первинному секторі, 192 — в обробній промисловості, 421 — в галузі послуг.